# Prickhaworthia
Prickhaworthia även Attenuata (Haworthia attenuata) är en städsegrön suckulent växt som saknar stam och dess blad bildar en bladrosett. Den härstammar ursprungligen från Sydafrika.